# Michael Reiss
Michael Reiss (1960) é um bioético, educador, jornalista e sacerdote anglicano britânico. Reiss é professor do Instituto de Educação da Universidade de Londres.